# 赵志鹏
赵志鹏（1981年6月14日—），是已退役的中国职业足球运动员，能够司职中后场多个位置。
赵志鹏从大连赛德隆开始一线队生涯，随俱乐部转让和搬迁到珠海和上海。2007年，他因俱乐部合并进入上海申花，但是由于人员过剩而被租借到新加坡联赛辽宁广原，不过他在新加坡却因假球案被判刑入狱7个月，回国后连年被俱乐部挂牌，基本已告别了职业足球。